# Майдан Визволення (Житомир)
Майдан Визволення — майдан в Богунському районі міста Житомира.

## Характеристики
Розташований у північно-західній частині міста, на теренах історичних місцевостей Кокоричанка й Каракулі. Місцевість також відома за неофіційною назвою Чулочка. Від майдану беруть початок проспекти Миру та Незалежності, вулиця Вільський Шлях, а також завершується вулиця Перемоги. 

## Історія
Майдан почав формуватися у 1850-х роках як перехрестя новозбудованої ділянки шосе «Київ — Брест-Литовськ» (сучасні проспект Миру та кінець вулиці Перемоги) та старого поштового шляху на Звягель через Вільськ й Чортоліси (нині вулиця Вільський Шлях). Садибна забудова навколо цього перехрестя почала формуватися у другій половині ХІХ століття та переважно сформувалася до початку ХХ століття. Південніше майбутнього майдану протікала річка Кокоричанка.
У 1937 — 1941, 1945 — 1961 рр. майданом курсував трамвай до панчішної фабрики. З 1964 року крізь майдан курсує тролейбус.
Нинішній вигляд майдану сформувався у 1980-х роках внаслідок реконструкції частини вулиці Карла Лібкнехта з параметрів старого двосмугового шосе на Брест-Литовськ до параметрів проспекту та побудови розв'язки з вулицею Ватутіна, яку тоді також було значно розширено.
Сучасна забудова майдану формувалася протягом кінця 1980-х — початку 1990-х років.
Майдан отримав назву та власну нумерацію будівель у 1990 році.